# Sonntag (Ausztria)
Sonntag település Ausztria legnyugatibb tartományának, Vorarlbergnek a Bludenzi járásában található. Területe 81,58 km², lakosainak száma 688 fő, népsűrűsége pedig 8,4 fő/km² (2014. január 1-jén). A település 888 méteres tengerszint feletti magasságban helyezkedik el.
A település részei:
- Sonntag
- Boden-Flecken
- Seeberg
- Buchholz
- Oberbuchholz
- Garsella
- Litze
- Bad Rothenbrunnen
- Buchboden
- Stein

## Fordítás
- Ez a szócikk részben vagy egészben  a   Sonntag, Austria című angol Wikipédia-szócikk ezen változatának fordításán alapul.  Az eredeti cikk szerkesztőit annak laptörténete sorolja fel. Ez a jelzés csupán a megfogalmazás eredetét és a szerzői jogokat jelzi, nem szolgál a cikkben szereplő információk forrásmegjelöléseként.